# Iswestija-ZIK-Inseln
Die Iswestija-ZIK-Inseln (russisch Острова Известий ЦИК; Transliteration Ostrowa Iswesti ZIK) liegen im hohen Norden Russlands in der Karasee. Die Inseln gehören seit 2007 zur Region Krasnojarsk und sind Bestandteil des Naturschutzgebietes Bolschoi Arktitscheski Sapowednik, das einen großen Teil der Karasee umfasst. 
Der Archipel befindet sich etwa 150 Kilometer vom sibirischen Festland entfernt, die nächstgelegene Inselgruppe (russisch Острова Арктического института; Ostrowa Arktitscheskowo instituta; „Inseln des Arktischen Instituts“) ist 45 Kilometer entfernt. Die Inseln sind bis auf gelegentliche Besucher und die bis zu fünf Mann starke Besatzung einer Polarstation unbewohnt und die meiste Zeit des Jahres von Schnee bedeckt. Die nächstgrößere Siedlung ist Dikson.

## Erforschungsgeschichte
Die offizielle Entdeckung der Inselgruppe gelang 1932 während einer Expedition im Karameer durch die Besatzung des sowjetischen Schiffes Wladimir Russanow. Verschiedene Erkundungen folgten, vor allem mit Vermessungsaufgaben und meteorologisch-geographisch-geologischer Erkundung, und 1953 wurde eine Polarstation auf Troinoi errichtet (75° 57′ 0″ N, 82° 57′ 0″ O), die bis heute mit einer Maximalstärke von fünf Mann besetzt ist. Die Station dient vor allem meteorologischen Zwecken, in ihrer Nähe befindet sich ein Leuchtturm.
Nach 1960 verlagerte sich der Schwerpunkt der Forschungsarbeiten in der Karasee auf biologische und ökologische Fragestellungen. Die Iswestija-ZIK-Inseln wurden im Rahmen des Forschungsprogramms zur Erkundung des Naturschutzgebietes Bolschoi Arktitscheski Sapowednik in den Jahren 1991 bis 1993 in einer groß angelegten Forschungskampagne erkundet, unter anderem wurden sie zum ersten Mal gründlich ornithologisch untersucht.

### Namensgebung
Benannt sind die Inseln nach der Zeitung Iswestija, die ab 1917 den Titel Известия Центрального Исполнительного Комитета [ЦИК] и Петроградского совета рабочих и солдатских депутатов (transkribiert Iswestija Zentralnogo Ispolnitelnogo Komiteta [ZIK] i Petrogradskogo soweta rabotschich i soldatskich deputatow; „Mitteilungen des Zentralen Exekutivkomitees und des Petrograder Sowjets der Arbeiter- und Soldatendeputierten“) trug. Ähnlich ist die Benennung der Komsomolskaja-Prawda-Inseln nach der Zeitung Komsomolskaja Prawda vorgenommen worden.

## Geographie

### Lage und Gliederung
Die Inselgruppe besteht aus zwei größeren und zwei kleineren Inseln. Die östliche und mit knapp 102 km² Fläche größte Insel trägt den Namen Troinoi (остров Тройной; ostrow Troinoi); und erhebt sich bei einer Länge von etwas unter 30 Kilometern bis 42 Meter über den Meeresspiegel. Die andere, im Westen des Archipels gelegene Hauptinsel Pologi (Остров Пологий; Ostrow Pologi, auch Ostrow Pologi Sergejewa) erreicht eine Höhe von 26 Metern und ist wenig mehr als 20 Kilometer lang. Beide Inseln sind von unregelmäßig-länglicher, etwa Nordwest-Südost verlaufender Gestalt. Die beiden anderen Inseln, Klednikowa und Gawrilina, sind mit knapp zweieinhalb und vier Kilometern Länge bedeutend kleiner und liegen vier bis sechs Kilometer südlich der Hauptinseln.

### Geologischer Aufbau
Der Untergrund besteht im Bereich der Inseln aus Gesteinen des Mittleren und Oberen Proterozoikums, die von zahlreichen, bis zu zwei Meter dicken Quarzadern durchzogen sind. Die Inseln zählen zum so genannten Kara-Massiv, das nicht von spätvariszischen Gebirgsbildungsvorgängen betroffen war. Die auf anderen Inseln der Karasee anzutreffenden Gesteine der Kreide fehlen, das Proterozoikum wird vor allem im Zentralbereich der Inseln direkt von braunem, oft moorigem und steinreichem Lehm überdeckt.

### Oberflächengestalt
Vor allem Troinoi und Pologi-Sergejewa bestehen aus sanft abfallenden, kuppelartigen Inselmassiven mit zahlreichen Felsformationen und -rippen im Inland, die durch tieferliegende, quartäre Meeresablagerungen miteinander verbunden sind. Im Relief der Inseln des Archipels sind zwei höher gelegene Geländestufen mit einer mittleren Höhe von 35 bis 40 Metern und 16 bis 23 Metern von zwei tiefergelegenen zu unterscheiden: einer älteren Meeresterrasse zwischen 5 und 13 Metern und einer jüngeren Meeresterrasse von 2,5 m Höhe. Aus den Meerestiefen des die Inseln umgebenden Schelfs der Karasee lässt sich ableiten, dass die Inseln zur Zeit der spätpleistozänen Sartansk-Regression mit dem Kontinent verbunden waren, da der Meeresspiegel zu dieser Zeit mehr als 50 m unter dem heutigen lag. Die Ränder der Inseln sind von kurzen, von Schmelzwasser erzeugten Ablaufrinnen und -tälchen gefurcht. Im Sommer bestehen im Zentralteil der Inseln mehrere flache Seen von bis zu hundert Meter Durchmesser. Entlang der Küste von Troinoi sind in den flachen Meeresablagerungen mehrere, bis zu sieben Meter tiefe Seen durch Kiesbarren vom Meer getrennt.
Die Inseln lagen in der ausgehenden Eiszeit nicht unter ständiger Gletscherbedeckung,
frühere Vergletscherungen des späten Pleistozäns erreichen sie jedoch. So sind glaziale Ablagerungen auf allen Inseln des Archipels mit Ausnahme von Troinoi verbreitet. Ihr auffälligstes Merkmal sind zahlreiche Höhenrücken, die erratische Blöcke von bis zu drei Metern Durchmesser aufweisen. Einer dieser Rücken ist der Platz einer Brutkolonie von Vögeln. Das Vorherrschen periglazialer Prozesse hat eine nur geringe Erosionsintensität zur Folge, so dass sich vor allem breitgespannte und oft wannenförmige Oberflächenformen beobachten lassen.

### Klima
Im Winter herrschen im Gebiet der Karasee Winde aus wechselnd südlichen Richtungen, im Sommer aus nördlichen. Auf den Iswestija-ZIK-Inseln überwiegen nordöstliche und östliche Winde; nur selten kommt der Wind aus Westen. Es ist selten windstill, am stürmischsten wird es im Sommer und im Herbst. Die mittlere Jahrestemperatur beträgt −12,2 °C, die Temperatur schwankt zwischen −50 °C und +18 °C.
Im Sommer empfängt der Archipel die geringsten Niederschläge aller Inseln in der Karasee, da Niederschläge meist als Nieselregen fallen. Die jährliche Niederschlagsmenge liegt etwa zwischen 270 und 400 mm. Nach dem kurzen Sommer im Juni, Juli und August kehrt der Schnee im späten August oder frühen September zurück. Eine geschlossene winterliche Schneedecke besteht ab Mitte bis Ende September. Ihre Dicke wird von den stetigen Winden stark beschränkt und erreicht mit 45 bis 50 cm die höchsten Werte unter den Inseln der Karasee.

### Böden
Die herrschenden Temperaturen des Permafrosts erzeugen zahlreiche kryoturbate Strukturen in geeigneten Böden. Neben Eiskrusten und durch Eis gebundene Böden sind hier etwa Polygonböden und vielgestaltige Eiskeil-Bildungen zu nennen. In der lehmigen Bodenschicht der Iswestija-ZIK-Inseln wurden Eisablagerungen gefunden, die aus begrabenem und in der Folge umkristallisiertem Eis und Schnee hervorgegangen sind. 
Große Flächen der Inseln sind von scharfkantigen, bis drei Meter messenden Steinblöcken bedeckt. Dünenfelder verschiedener Größe bilden an geeigneten Stellen ein kleinhügeliges Relief. Bodenbildungen beschränken sich auf steinreiche Skelettböden. Häufig sind torfig-humose, oft vergleyte Böden, die mit nur wenig humosen, eluvialen Tundra-Böden wechseln. Weit verbreitet sind diese Böden in medaillenförmigen, steinringartigen Strukturen, in denen ein Kranz von Vegetation einen Fleck offenen Bodens umgibt.

## Vegetation
Die Vegetation der Inseln ist spärlich und bedeckt nur wenige Prozent der Inselfläche. Vorherrschend sind Flechten wie Rhizocarpon, Lecidea und Psoroma hypnorum; neben einigen Moosen und Pilzen kommen nur wenige höhere Pflanzen
vor. Abgesehen davon bestimmen die steinigen Permafroststrukturen die Oberfläche der Inseln.

## Fauna
Trotz des widrigen Klimas nisten verschiedene Arten von Seevögeln auf den Inseln, so etwa die Ringelgans (Branta bernicla), die Elfenbeinmöwe (Pagophila eburnea), der Sterntaucher (Gavia stellata) und die Eiderente (Somateria mollissima). BirdLife International weist die Iswestija-ZIK-Inseln deshalb als Important Bird Area (RU003) aus.
Forschungsexpeditionen fanden regelmäßig Geburtshöhlen von Eisbären und berichteten schon in den 1950er Jahren von Walrossfamilien auf den Inseln. Auch Ringel- (Phoca hispida) und Bartrobben (Erignathus barbatus) werden in den Gewässern rund um die Inseln regelmäßig beobachtet, ebenso wie Weißwale (Delphinapteris leucas) in Schulen von mehreren hundert Exemplaren. Polarfüchse besuchen die Inseln nur zur Winterjagd zwischen November und Januar, ihre Standquartiere haben sie unter anderem auf Nowaja Semlja, im Taimyr oder auf der Wrangelinsel. Im Gegensatz zu den benachbarten Inseln Sverdrup und Russki gibt es auf den Iswestija-ZIK-Inseln keine Lemminge, Rentiergruppen (Rangifer tarandus) wurden jedoch schon auf den Inseln beobachtet.